# 歌川国久 (2代目)
二代目 歌川国久（にだいめ うたがわ くにひさ、天保3年〈1832年〉 - 明治24年〈1891年〉2月5日）とは、江戸時代末期から明治時代にかけての浮世絵師。

## 来歴
三代目歌川豊国の門人。本姓は勝田、名は久太郎。一陽龍水、一雲斎、立蝶楼と号す。柳島に住む。三代目豊国の三女お栄と結婚し豊国の養子となる。作画期は嘉永から明治にかけてで横浜絵、役者絵及び肉筆画を描いた。「東都三十六景」のシリーズでは師の豊国と合作をしている。享年60。墓所は江東区亀戸の光明寺、法名は久豊院還国寿僊信士。お栄との子で長男の金太郎は歌川豊宣、次男の銀次郎は歌川国峰と称し浮世絵師となっている。

## 作品
- 「東海道川尽　大井川の図」　大判錦絵3枚続　国立国会図書館所蔵　※安政4年（1857年）
- 「大字実語教育　第一」　大判錦絵　※万延元年（1860年）
- 「五ケ国の内」　大判錦絵5枚揃　※文久元年（1861年）。「魯西亜・英吉利」、「仏蘭西人」など
- 「和藤内三官・河原崎権十郎　錦祥女・沢村田之助　伍将軍甘輝・坂東彦三郎」　大判錦絵3枚続　東京都立図書館所蔵　※文久3年正月、江戸中村座『宝九字匣曙曽我』より
- 「東都三十六景之内・大川端椎の木　梅の由兵衛 沢村訥升」　大判錦絵　早稲田大学演劇博物館所蔵　※文久3年12月。人物を豊国、背景を国久が担当し「景色国久画」と落款する。
- 「石橋山高綱後殿高名図」　大判錦絵3枚続
- 「太夫と二人禿詠歌の図」　絹本着色　たばこと塩の博物館所蔵　※「應好東京画人　一陽龍水國久筆」の落款、「哥川」の白文方印あり